# Carrie-Anne Moss
Carrie-Anne Moss, född 21 augusti 1967 i Vancouver, British Columbia, är en kanadensisk skådespelare.
Moss gjorde rollen som Trinity i The Matrix-filmerna. Hon har medverkat i filmerna Memento och Chocolat. År 2002 vann hon en Independent Spirit Award (bästa kvinnliga biroll) för sin prestation i filmen Memento.

## Filmografi (i urval)
- 1994 – Models, Inc. (TV-serie)
- 1996 – F/X - The series (TV-serie)
- 1999 – The Matrix
- 2000 – Memento
- 2000 – Red Planet
- 2000 – Chocolat
- 2003 – The Matrix Reloaded
- 2003 – The Matrix Revolutions
- 2004 – Suspect Zero
- 2006 – Fido
- 2007 – Disturbia
- 2008 – Fireflies in the Garden
- 2010 – Unthinkable
- 2012 – Silent Hill Revelation 3D
- 2013 – Knife Fight
- 2013 – Compulsion
- 2014 – Pompeii
- 2015 – Frankenstein
- 2015–2018 – Jessica Jones (TV-serie)
- 2016 – Daredevil (TV-serie) (1 avsnitt)
- 2017 – Iron Fist (TV-serie) (3 avsnitt)
- 2017 – The Defenders (TV-serie) (1 avsnitt)
- 2019–2022 – Wisting (TV-serie)
- 2021 – The Matrix Resurrections
- 2024 – The Acolyte (TV-serie)